# La morte di marx e altri racconti
La morte di Marx e altri racconti (La muerte de Marx y otros cuentos) es una colección de cuentos cortos escritos por el autor italiano Sebastiano Vassalli, publicado por Einaudi en 2007.
Vassalli analiza aspectos diversos de la vida humana en la Edad Moderna y como cambián en la historia. 
El libro es dividido en tres partes: la primera Ciao Kafka (Hola Kafka), la segunda La Morte di Marx e altri racconti (La Muerte de Marx y otros cuentos) y la tercera Dopo tutto è amore – sei storie per il terzo millennio (Después de todo es amor – seis cuentos por el tercero milenio).

## Trama
En la primera parte hay ocho cuentos: Ciao Kafka (Hola Kafka), Morte di un commesso viaggiatore (Muerte de un viajero) , Gli amanti (Los amantes), Una famiglia va al mare (Una familia va a la playa), Di mamma ce n’è una sola (Hay una sola y unica madre), La mia golf mi chiedeva aiuto (Mi Golf me pedía ayuda), Diesel o benzina (Diesel o gasolina), Volevo essere l’eroe di un videogame (Quería ser el héroe de un videogame), Il soldatino di piombo (El soldado de plombo) y Ciao modernità (Hola modernidad). Vassalli quiere contar la relación entre los hombres y la tecnología. 
En la segunda parte hay cinco cuentos: La Morte di Marx (La Muerte de Marx), Abitare il vento (Vivir el viento), Dialogo sulla democrazia (Diálogo sobre la democracia), Rocco del Grande Fratello (Rocco de Gran Hermano), Due favole sulla creazione del mondo (Dos fabulas sobre la creación del mundo). El auctor analiza aquí temáticas como la igualdad. 
Por fin, en la tercera parte Vassalli cuenta la vida de cinco hombres y dos mujeres y sus relaciones con la sexualidad. En total hay  seis cuentos: Sebastiano, Charles, Mary, Horst, Ciro y Daniela, Leonid.
- Datos: Q23451079